# La Planche
La Planche település Franciaországban, Loire-Atlantique megyében. Lakosainak száma 2802 fő (2022. január 1.). La Planche Aigrefeuille-sur-Maine, Montbert, Remouillé, Vieillevigne, Saint-Philbert-de-Bouaine és Montaigu-Vendée községekkel határos.

## Népesség
A település népességének változása:
| Lakosok száma | 1471 | 1883 | 2052 | 2269 | 2490 | 2576 | 2640 | 2739 | 2780 | 2802 |
|               | 1968 | 1982 | 1990 | 2006 | 2013 | 2015 | 2017 | 2019 | 2020 | 2022 |